# دولیولا
دولیولا (به ایتالیایی: Dogliola) یک کومونه در ایتالیا است که در استان کییتی واقع شده‌است.

## خصوصیات
دولیولا ۱۱ کیلومترمربع مساحت و ۲۸۶ نفر جمعیت دارد و ۴۴۵ متر بالاتر از سطح دریا واقع شده‌است.